# Тягнибок, Олег Ярославович
Оле́г Яросла́вович Тягнибо́к, иногда Тягныбо́к (укр. Олег Ярославович Тягнибок; род.  7 ноября 1968, Львов, Львовская область, Украинская ССР, СССР) — украинский политик правого направления. Председатель Всеукраинского объединения «Свобода», народный депутат Украины III, IV и VII созывов, кандидат в народные депутаты на досрочных выборах в 2019 году. Кавалер Ордена Святого равноапостольного князя Владимира Великого III степени. Украинский националист.

## Биография
Родился в 1968 году во Львове в семье медиков (отец — Ярослав Васильевич, врач сборной СССР по боксу). Прадедом Олега Тягнибока по материнской линии был украинский политик и государственный секретарь (министр) внутренних дел Западно-Украинской народной республики, автор текста «Акта Злуки» Лонгин Цегельский.
Окончил львовскую школу № 8 с углублённым изучением немецкого языка. Классным руководителем у него была учитель русского языка и мать будущего шоумена Александра Богуцкого.
В 1982—1989 годах — член ВЛКСМ.
С июля 1987 по май 1989 года проходил срочную военную службу в рядах Советской армии. Служил в войсках ПВО.
В 1991 году — стал одним из основателей Социал-национальной партии Украины (СНПУ).
В 1991—1994 годах был председателем Студенческого братства города Львова.
В 1993 году с отличием окончил лечебный факультет Львовского государственного медицинского института, проходил постдипломную подготовку по специальности «хирургия».
В 1994—1998 годах — депутат Львовского областного совета.
В 1995—1998 годах — председатель львовской областной организации СНПУ, уполномоченный СНПУ по организационной работе.
В 1998—2003 годах — председатель киевской городской организации СНПУ. В феврале 2004 года СНПУ была переименована во Всеукраинское объединение «Свобода», председателем которого и стал Тягнибок.
В 1998 году был избран народным депутатом Украины. Входил в состав Комитета по вопросам бюджета Верховной рады Украины. Народный депутат Украины третьего (1998—2002) и четвёртого (2002—2006) созывов.
В 1999 году защитил диплом юриста в Львовском государственном университете им. Ивана Франко.
С 2006 года — депутат Львовского областного совета (фракция ВО «Свобода»).
В 2008 году — кандидат на пост городского головы Киева на досрочных выборах.
В 2010 году выдвигал свою кандидатуру на пост президента Украины, набрав 1,43 % голосов (больше всего — 5,35 % — во Львовской области, меньше всего — 0,19 % — в Донецкой).
На выборах народных депутатов Украины 28 октября 2012 был избран в Верховную раду по партийному списку ВО «Свобода». В парламенте стал членом Комитета по вопросам информатизации и информационных технологий.
В 2012 году Тягнибок был включён Центром Симона Визенталя в топ-10 антисемитов и израилененавистников всего мира.

1 ноября 2018 года были введены российские санкции против 322 граждан Украины, включая Олега Тягнибока.

## Семья
Женат, воспитывает троих детей.
Младший брат — Андрей, также бывший депутат Верховной рады.

## Идеологические принципы
Эти принципы были сформулированы при выдвижении кандидатуры на пост президента Украины:
- Запретить коммунистическую идеологию как человеконенавистническую, причинившую непоправимый вред украинскому народу.
- Принять новый закон о гражданстве, в соответствии с которым гражданство будет предоставляться только тем лицам, которые родились на территории Украины или являются этническими украинцами, а также тем, кто проживает на территории Украины более 10 лет, владеет украинским языком и знает историю Украины. Лишать натурализованных иностранцев украинского гражданства за совершение уголовных преступлений[15].
- Вернуть в паспорт и свидетельство о рождении графу «национальность» и законодательно узаконить отношения «титульной» нации и «национальных меньшинств» на территории Украины.
- Ввести экзамен на знание истории Украины для получения гражданства.
- Установить пропорциональный принцип участия украинцев и представителей национальных меньшинств во всех сферах государственной и экономической деятельности (власть, бизнес, образование и т. п.).
- Строгие антииммиграционные законы.
- Принять закон «О защите украинского языка».
- Обязательный экзамен по украинскому языку для всех государственных служащих и кандидатов на любые выборные должности.
- Возвращение всех этнических украинцев на Украину.
- Защита национального информационного пространства Украины (путём контроля СМИ, телевидения, радио, Интернета).
- Признание факта оккупации Украины большевистской Россией в 1918—1991 годах.
- Публичный судебный процесс над коммунизмом.
- Ликвидация всех имперско-большевистских символов.
- Официальное признание Россией, извинения и компенсации за геноцид украинской нации.
- Компенсации [от России] наследникам репрессированных украинцев.
- Статус депортированных (из России и Польши) — украинцам Кубани, Холмщины.
- Создание Балто-Черноморской геополитической дуги (между Европой и Россией).
- Визовый режим с Россией.
- Двухсторонние соглашения с США и Великобританией о военной помощи в случае вооружённой агрессии против Украины.
- Ядерный статус Украины.
- Смена статуса Крыма с автономного на областной и отмена специального статуса города Севастополя (при этом Севастополь становится «свободным портом»).
- Государственная программа интеграции Крыма в украинское общество.

## Радикальные высказывания
Олег Тягнибок неоднократно делал заявления, которые были расценены как русофобские и антисемитские. Одно из наиболее скандальных выступлений произошло 17 июля 2004 года на горе Яворыни в Ивано-Франковской области, когда на закрытом мероприятии, посвящённом памяти одного из руководителей Украинской повстанческой армии — Дмитрия Клячкивского (Клима Савура), — Тягнибок выступил с такими словами:

Они не боялись, как и мы сейчас не должны бояться, они взяли автомат на шею и пошли в те леса, они готовились и боролись с москалями, боролись с немцами, боролись с жидвой и с другой нечистью, которая хотела забрать у нас наше украинское государство… Нужно отдать Украину, наконец, украинцам. Эти молодые люди, и вы, седоголовые, это есть та смесь, которой больше всего боится москальско-жидовская мафия, которая сегодня правит на Украине
Оригинальный текст (укр.)Вони не боялися, як і ми зараз не маємо боятися, вони взяли автомат на шию і пішли в ті ліси, вони готувалися і боролися з москалями, боролися з німцями, боролися з жидвою і з іншою нечистю, яка хотіла забрати в нас нашу українську державу... Треба віддати Україну, нарешті, українцям. Оті молоді люди, і ви, сивочолі, оце є та суміш, якої найбільше боїться москальско-жидівська мафія, яка сьогодні керує в Україні
— 
Выступление каким-то образом попало на телеэкраны. Разразился скандал, в результате которого прокуратура возбудила уголовное дело за разжигание межнациональной ненависти и розни. За свои высказывания на горе Яворыни Тягнибок был исключён Виктором Ющенко из парламентской фракции «Наша Украина». Позже Тягнибок оправдывался:

Я считаю, что ничего плохого не сказал, а просто назвал вещи своими именами: москалей — москалями, жидов — жидами. Никаких антисемитских настроений, которыми меня попрекают, не было. В тексте выступления я говорил о немецких и российских оккупантах, которые уничтожали украинский народ, о НКВД, руководящий состав которого был сформирован из евреев. Я заявлял о продажности теперешней власти, которая далеко не украинского происхождения. Я назвал вещи своими именами и говорил о том, о чём говорят две трети украинцев дома на кухне.
Оригинальный текст (укр.)Я вважаю, що нічого поганого не сказав, а просто називав речі своїми іменами: москалів – москалями, жидів – жидами. Жодних антисемітських настроїв, які мені закидають, не було. По тексту промови я говорив про німецьких і російських окупантів, які нищили український народ, про НКВС керівний склад якого був сформований з євреїв. Я наголошував на продажності теперішньої влади, яка є далеко не українського походження. Я називав речі своїми іменами і говорив про те, про що говорить 2/3 українців на кухні вдома.
— 
Публичное дистанцирование Виктора Ющенко, боровшегося за пост президента Украины, от своего политического союзника не помешало ему позднее привлечь Тягнибока к участию в «Оранжевой революции» в качестве одного из координаторов доставки в украинскую столицу из регионов участников акций гражданского неповиновения.
Тем временем и апелляционный суд Ивано-Франковской области удовлетворил жалобы Тягнибока и отменил более раннее решение Ивано-Франковского городского суда (в который тот обращался с требованием закрыть возбуждённое в отношении него уголовное дело) и вынес новое решение, которым признал незаконным постановление прокурора Ивано-Франковской области об открытии уголовного дела. Облпрокуратура закрыла дело в связи с отсутствием состава преступления.
В марте 2005 года в эфире «5 канала» Тягнибок заявил, что с самого детства не предаёт своих взглядов, согласно которым «неукраинцы не испытывают внутренней благосклонности к украинской земле»; он также подтвердил, что в Ивано-Франковской области говорил о «тех, кто оккупировал Украину»: «я говорил о россиянах, я говорил о немцах, я говорил о жидах». Тогда же он заявил, что не намерен публично извиняться перед «оккупантами» за свои прежние высказывания.
В том же году Тягнибок (вместе с народным депутатом И. Сподаренко, ректором МАУП Щекиным и рядом других общественных деятелей) подписывает открытое письмо адресованное президенту Ющенко, Верховной Раде и Верховному суду Украины и направленное против «преступной деятельности ряда еврейских организаций». Письмо содержит утверждения о преступном «кучмизме, который поддерживался еврейским окружением», сокращении населения Украины в результате действий «организованного еврейства».
Отвечая на заявление МИД Израиля об антисемитских взглядах ВО «Свобода», Тягнибок призвал Израиль уважать выбор украинского народа, добавив, что наверняка каждая израильская партия, представленная в Кнессете, является националистической. В то же время Олег Тягнибок неоднократно заявлял, что ВО «Свобода» не является антисемитской организацией.

## Уголовные дела
20 декабря 2013 года Яценюк проинформировал общественность, что СБУ завела уголовное дело против Тягнибока «за призывы к государственному перевороту».
14 марта 2014 года Главным следственным управлением Следственного комитета Российской Федерации по Северо-Кавказскому федеральному округу возбуждено уголовное дело в отношении граждан Украины, состоявших в рядах УНА-УНСО, среди которых Олег Тягнибок и его брат Андрей. Они подозреваются в участии в банде, которая принимала участие в боевых действиях против федеральных сил на стороне чеченских сепаратистов в период 1994—1995 годов (ч.ч. 1, 2 ст. 209 УК РФ (создание устойчивой вооружённой группы (банды) в целях нападения на граждан, руководство такой группой (бандой) и участие в совершаемых ею нападениях).
7 апреля 2016 года Генеральная прокуратура Украины допросила Олега Тягнибока и предоставила ему статус потерпевшего при расследовании уголовных производств по фактам преступлений против активистов Евромайдана.

## В литературе
- Олег Тягнибок в Верховной Раде УкраиныВ 2005 году украинский поэт Михаил Лысунив в подражание «Айболиту» Корнея Чуковского написал поэму «Злобный доктор Вырвибок»[28].

## Награды и звания
- Орден Австрийского общества им. Альберта Швейцера с формулировкой «За активное участие в гуманитарных проектах, направленных на помощь детям, пострадавшим от чернобыльской аварии» (2007)[29]
- Золотой крест за заслуги перед Украиной от ветеранов дивизии войск СС «Галичина» (2010)[30]
- Орден Святого Равноапостольного князя Владимира Великого III степени от Украинской православной церкви Киевского патриархата с формулировкой «За заслуги в возрождении духовности Украины и утверждении Поместной Украинской Православной Церкви» (2010)[31]
- Личность года по версии журнала «Корреспондент» (2012)[32]
- Медаль «Японско-украинская дружба и сотрудничество» от благотворительного фонда «Украинский Орден Морской Крест» (2013)[33]
- Медаль «За жертвенность и любовь к Украине» (2015)[34]